# Frepa
frepa（フレパ）は、かつてライブドアが運営・管理していたソーシャル・ネットワーキング・サービスの名称。2005年1月17日にlivedoor フレンドパークとしてベータ版公開。2008年11月25日をもって「frepa」のすべてのサービスの提供を終了した。

## 特徴
招待状が不要であり、利用者は日本国内で最大のmixiに次ぐ規模であった。利用者数約95万人。サイトのデザインはmixiと極めて似ていた。

## サービス終了の動向
サービス終了後、一部のユーザーはソーシャル・ネットワーキング・サービスの要素があったライブドアのブログサービス「nowa」に移転した。後にnowaもサービスが終了し、類似機能が多かったWassrを中心に移転した。nowa#サービス終了告知直後の混乱を参照のこと。